# Вилка CEE 7/7 (тип EF)

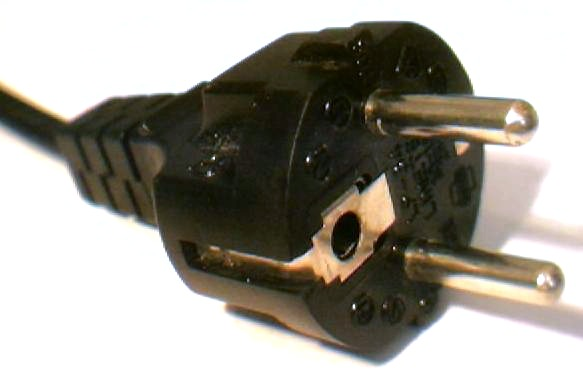
Вилка стандарту CEE 7/7

Вилка стандарту CEE 7/7 (або тип EF) була розроблена щоб подолати відмінності між німецькими та французькими електротехнічними стандартами. Вона є поляризованою, щоб запобігти зміні місць підключення фази та нейтралі під час використання з французькою розеткою стандарту CEE 7/5, але допускає зміну місць їх підключення при вставлянні в німецьку розетку «Schuco» стандарту CEE 7/3. Вилка розрахована на змінний струм 16 А.
Вилка має контакти заземлення з обидвох сторін, для підключення до німецької розетки стандарту CEE 7/3 і гніздо для штриря заземлення французької розетки стандарту CEE 7/5. Станом на 2025 рік, в багатьох країнах електроприлади продаються з приєднаними до них нерозбірними вилками стандарту CEE 7/7, що дозволяє використовувати їх в усіх країнах, стандарти розеток яких базуються на стандартах CEE 7/3, CEE 7/5.

## Сумісність
Цю вилку можна вставити в датську розетку типу K, але заземлення не буде підключене.